# Kurt Scheel
Kurt Scheel (geboren 23. April 1948 in Hamburg; gestorben 31. Juli 2018 in Berlin) war ein deutscher Publizist.

## Leben
Scheel wuchs auf der Elbinsel Altenwerder auf, wo seine Eltern das Kino „Altenwerder Lichtspiel“ betrieben. Er studierte Germanistik, Politische Wissenschaft und Soziologie in Hamburg, München und Berlin, wo er 1973 an der FU Berlin das Erste Staatsexamen machte. Von 1977 bis 1980 war er als DAAD-Lektor für deutsche Literatur und Sprache an der Universität Hiroshima tätig. 1980 wurde er Redakteur der Zeitschrift Merkur. 1991 wurde er neben Karl Heinz Bohrer nach dessen Fürsprache bei Verleger Michael Klett bis 2011 dessen Mitherausgeber. Nach dem Krebstod seines Freundes Michael Rutschky, den er zuletzt gepflegt hatte, ordnete er gemeinsam mit Jörg Lau dessen schriftstellerischen Nachlass. Scheel starb 2018 durch Suizid.

## Buch
- Ich & John Wayne. Lichtspiele. Edition Tiamat, Berlin 1998, ISBN 3-89320-012-6.